# Tragio
Tragio (en griego antiguo: Τράγιον) es el nombre de una antigua ciudad griega que probablemente se situaba en una zona limítrofe entre Mesenia y Laconia. 
Estrabón cuenta que fue una de las ciudades fundadas por Teleclo, rey de Lacedemonia, en el siglo VIII a. C., al igual que las ciudades de Peaesa y Equeas.
No se sabe el lugar donde se localizaba aunque se ha sugerido que estaba, al igual que las otras ciudades fundadas por Teleclo, cerca del curso alto del río Nedón.